# Mark Ravenhill

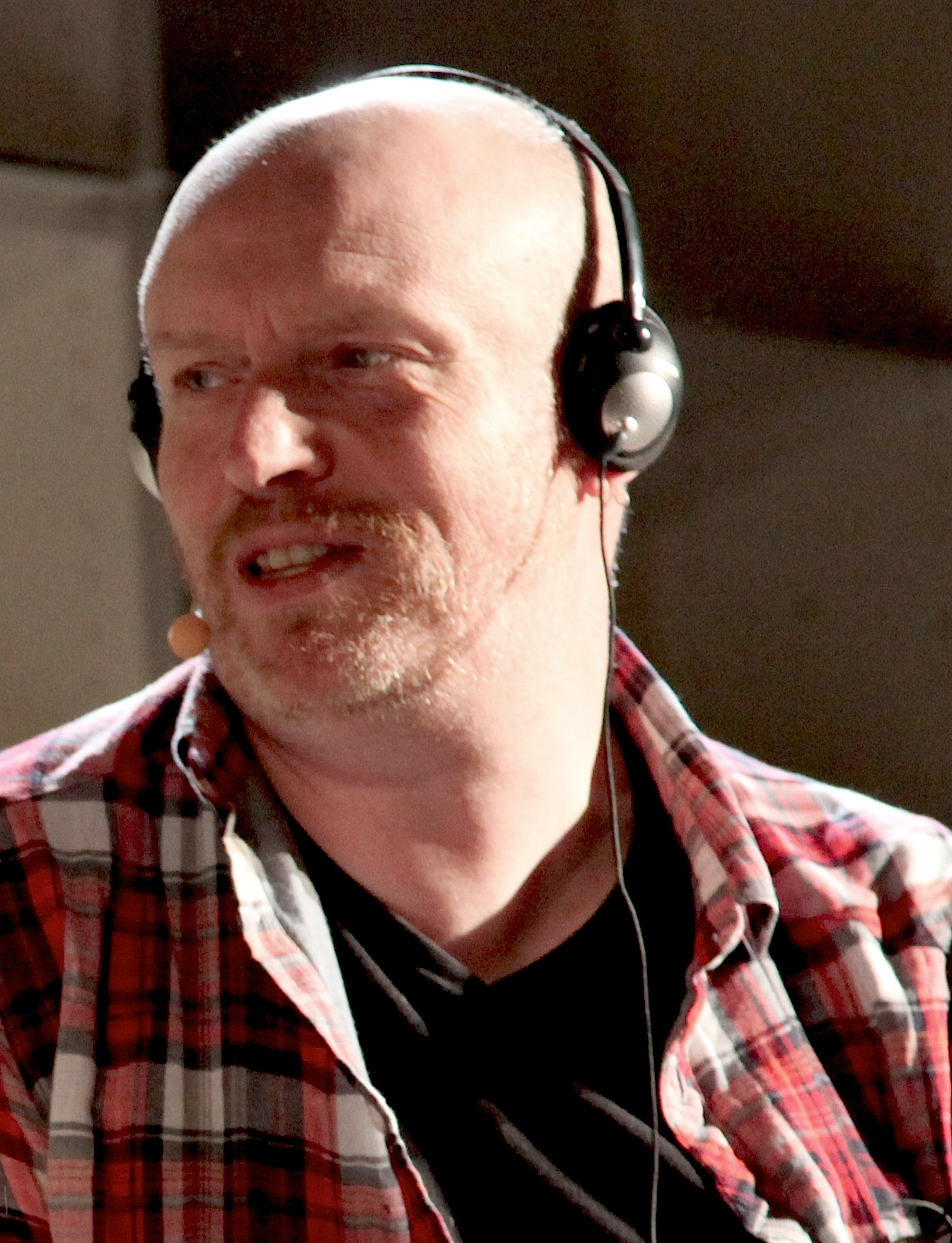
Mark Ravenhill (2011)

Mark Ravenhill (* 7. Juni 1966 in Haywards Heath, West Sussex, England) ist ein britischer Dramatiker, Dramaturg und Theaterregisseur. Er zählt zu den populärsten Dramatikern des modernen britischen Theaters und des In-Yer-Face Theatre. Seit dem 5. August 2021 ist er gemeinsam mit Hannah Price Künstlerischer Leiter des King’s Head Theatre in London.

## Leben
Ravenhill absolvierte von 1984 bis 1987 ein Studium in Theaterwissenschaften und Englisch am Drama Department der Universität Bristol. In den folgenden Jahren arbeitete er am Soho Poly Theatre, als freiberuflicher Lehrer und als Regisseur. Das britische Theater der 90er Jahre, das vor allem Thomas Ostermeier – zunächst an der Baracke des Deutschen Theaters, dann an der Schaubühne am Lehniner Platz Berlin – in Deutschland bekannt machte, ist vor allem mit seinem und dem Namen von Sarah Kane verbunden.
Seine ersten eigenen Stücke Fist (1995) und His Mouth (1995) wurden sowohl an diversen Londoner Fringe-Bühnen als auch am Off-Off-Broadway gezeigt. Überdies erarbeitete er für BBC Radio Hörspielfassungen von Frank Wedekinds Lulu und Alexander Ostrowskijs Tolles Geld (Mad Money). Das erste abendfüllende Stück aus seiner Feder, Shoppen & Ficken (Shopping & Fucking), wurde im Oktober 1996 im Londoner Royal Court Theatre uraufgeführt.
Sein viertes Stück, Faust ist tot (Faust is Dead), hatte seine Uraufführung im Februar 1997 am Londoner Lyric Theatre. Das Gemeinschaftsprojekt Sleeping Around, welches Ravenhill gemeinsam mit Hilary Fannin, Stephen Greenhorn und Abi Morgan erarbeitete, wurde im März 1998 am Londoner Donmar Warehouse uraufgeführt. Ravenhill veröffentlichte noch weitere Stücke: Handbag (1998), welches an The Importance of Being Earnest von Oscar Wilde angelehnt ist, Some Explicit Polaroids (1999), welches 1999 im New Ambassadors Theatre in London uraufgeführt wurde, und Mother Clap's Molly House (2000), das er gemeinsam mit einigen Studenten erarbeitete und das 2001 am National Theatre (London) seine Uraufführung an einem professionellen Theater erlebte.
Um 2005 zeichnete sich eine neue Phase in Ravenhills Werk ab: Die Stücke wurden abstrakter und bedienten sich Techniken des postdramatischen Theaters. 2005 spielte Ravenhill selbst in der Uraufführung des Ein-Personen-Stücks Product am Edinburgh Fringe Festival. 2006 hatte The Cut, eine Dystopie über repressive (oder vielleicht ganz normale?) Gesellschaften, Premiere. Im November desselben Jahres kam Pool (No Water), eine Satire auf den Kunstbetrieb und eine Analyse von Freundschaft, am Lyric Theatre Hammersmith heraus. Ravenhill schrieb 2006 auch eine Panto für das Barbican Theatre, Dick Whittington and His Cat.
Ravenhill war Chefdramaturg (Literary Manager) der Paines Plough Theatre Company und ist seit dem 5. August 2021 gemeinsam mit Hannah Price Künstlerischer Leiter des King’s Head Theatre in London.

## Werke
- Fist - (1995 Uraufführung)
- His Mouth - (1995)
- Shopping and Fucking - (1996) _ (als Buch: Shopping and Fucking. Methuen, London 2001, ISBN 0-413-76060-X)
- Faust is dead (1997) _ (Faust ist tot. Methuen, London 1997, ISBN 0-413-71840-9)
- Sleeping Around - (1998) _ (Sleeping Around. Methuen, London 1998, ISBN 0-413-73270-3)
- Handbag - (1998) _ (Handbag. Methuen, London 1998, ISBN 0-413-73760-8)
- Some Explicit Polaroids - (1999) _ (Some Explicit Polaroids. Methuen, London 1999, ISBN 0-413-74170-2)
- Mother Clap's Molly House - (2001) _ (Mother Clap's Molly House. Methuen, London 2001, ISBN 0-413-76930-5)
- Feed Me - (2000) (Radio Play)
- Totally Over You- (2003)
- Education - (2004)
- Citizenship - (2005)
- Product - (2005). _ Methuen, London 2006, ISBN 0-413-77574-7
- Dick Whittington and His Cat - (2006)
- Pool (No Water) - (2006)
- The Cut. _ Methuen, London 2006, ISBN 0-413-77574-7
- Ravenhill For Breakfast - (2007)
- Scenes From Family Life - (2007)
- Shoot/Get Treasure/Repeat - (2007).
  - Wir sind die Guten. Übersetzung John Birke. Deutschsprachige Erstaufführung im Januar 2010 im Schauspielhaus Düsseldorf.
- Freedom and Dermocracy I hate you - (2007), UA: Edinburgh Festival, Deutsche Inszenierung: Berliner Ensemble, 2010; Inszenierung: Claus Peymann
- Over There - (2009)
- The Experiment - (2009)
- Ten Plagues - A Song Cycle - (2011)
- Candide -  (2013)
- Ghost Story - (2015)
- The Cane (2018)
- The Boy in the Dress (2019)
- The Haunting of Susan A - (2022)

## Regie
- 2010: „Bunny-Boy“, Theater-Biennale „Neue Stücke aus Europa“ in Wiesbaden, Autor: Marijana Verhoef